# مقاطعة دودريدج (فرجينيا الغربية)
مقاطعة دودريدج هي مقاطعة في فيرجينيا الغربية، بلغ عدد سكانها 8٬202  نسمة، في 2010، عاصمتها ويست يونيون، تبلغ مساحتها 830 كيلومتر مربع.

## الموقع
تشترك في الحدود مع:
- مقاطعة ويتزل (فرجينيا الغربية).